# アメリカン・フライヤーズ航空
アメリカン・フライヤーズ航空（アメリカン・フライヤーズこうくう、American Flyers Airline）は、かつてチャーター便を運行していた航空会社である。AFAと略称されて呼ばれることもある。

## 歴史

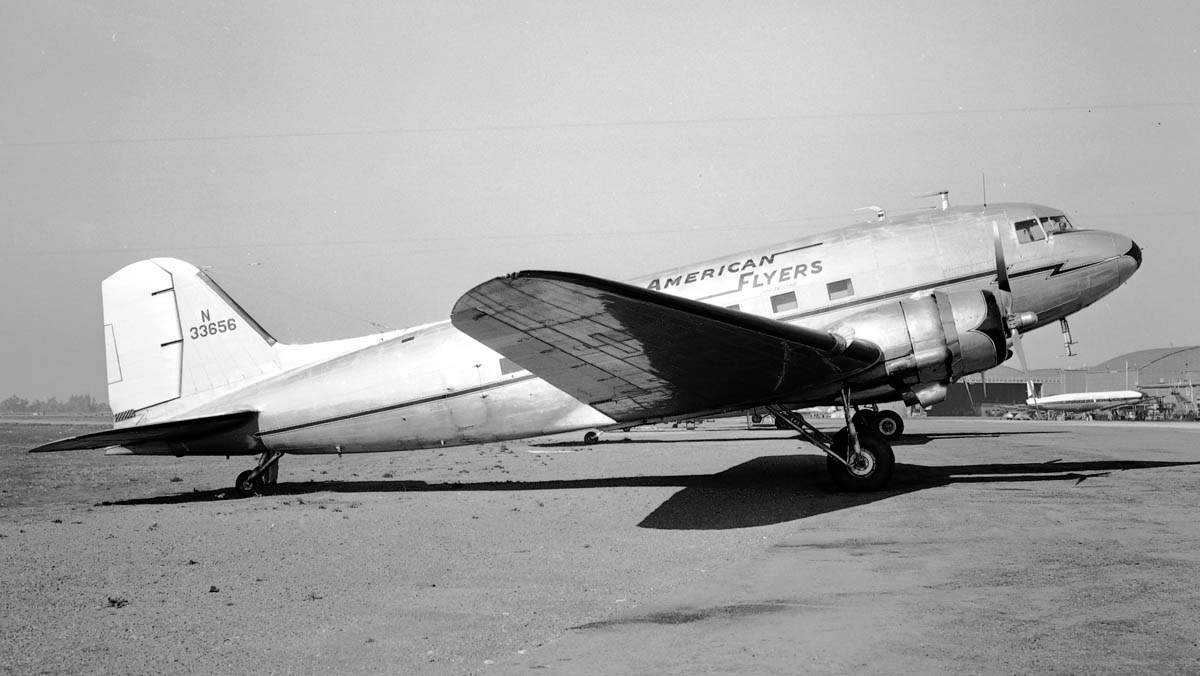
ダグラスDC-3

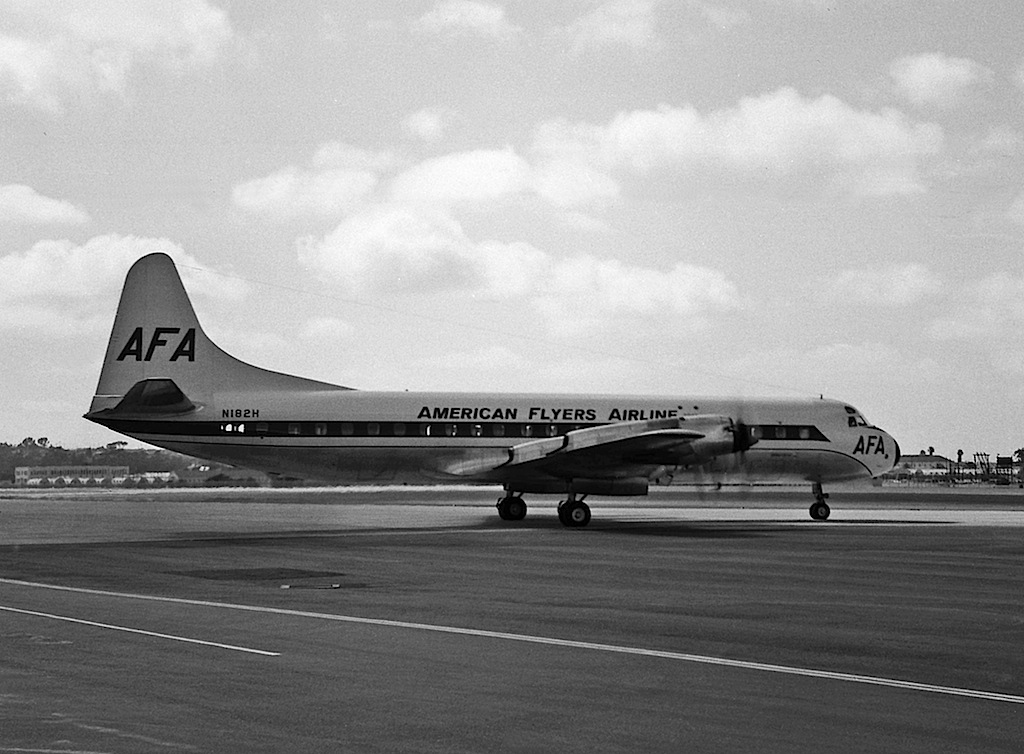
ロッキード L-188

アメリカン・フライヤーズ航空は1949年に設立された。設立当初はフォートワースを拠点に、ダグラス DC-3を運行していた。1960年から1967年にかけて、15機のロッキード コンステレーションとロッキード L-188を導入した。

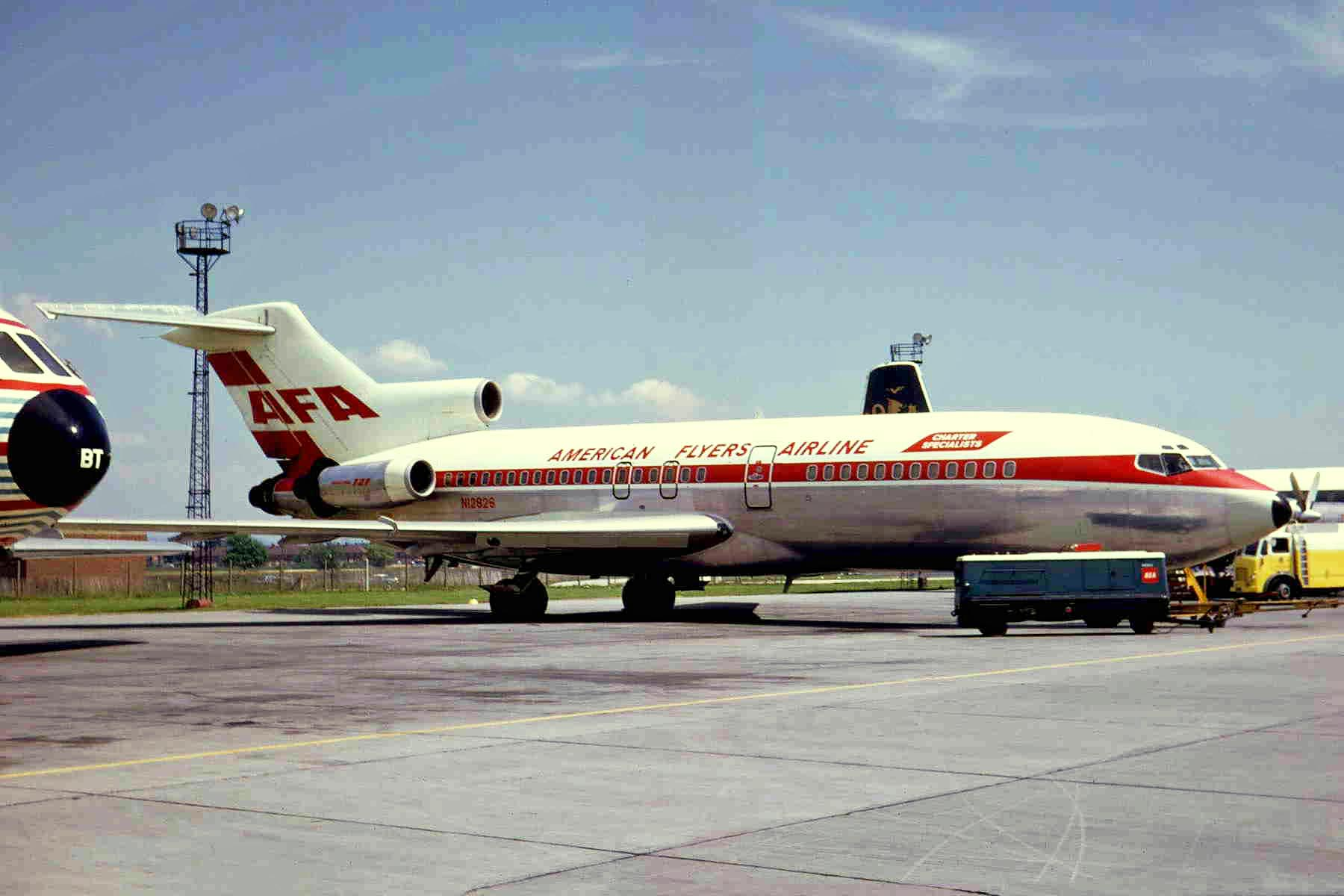
ボーイング727

1960年代後半、オーナーの死に続き、AFAはピッツバーグの会社に買収された。また、この頃からボーイング727の運行を開始する。
このボーイング727を使い、アメリカからロンドン・ガトウィック空港やマンチェスター、ドイツのフランクフルトへチャーター便を運航した。ちなみに、AFAはボーイング727で大西洋路線を運航した初めての会社である。

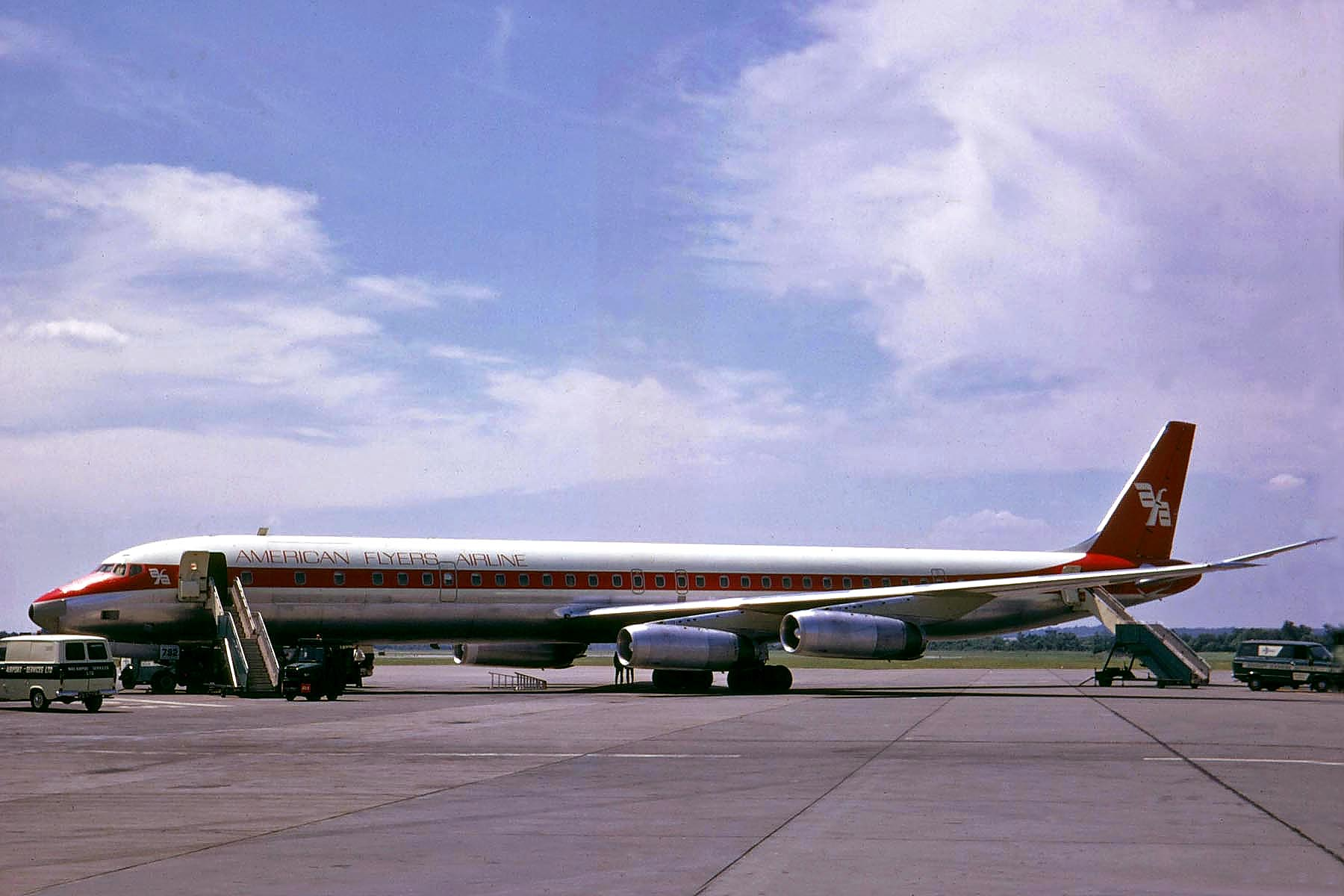
ダグラスDC-8

1970年までには、ロッキード L-188とボーイング727を売却し、新たに2機のダグラス DC-8-63CF型機を導入した。
1970年5月25日、AFAの運行はユニバーサル航空に引き継がれることになるが、翌年の1971年にサターン航空に吸収されてしまった。また、AFAのダグラス DC-8はフライング・タイガー・ラインに渡った。

## 事故
- 1965年9月20日、回送便として運航されていたロッキード L-1049 コンステレーション（N9719C）がアードモア市営空港（英語版）への着陸時に、滑走路が湿っていたため停止できずにオーバーランし大破。幸い死傷者はでなかった[1]。

- 1966年4月22日、アメリカン・フライヤーズ航空280便（英語版）（ロッキード L-188）がアードモア市営空港への着陸進入中に、パイロットが持病で死亡し、滑走路の奥にあった丘に墜落。乗員乗客98人中83人が死亡した[2][3]。